# Tomáš Portyk
Tomáš Portyk (* 6. April 1996 in Jilemnice) ist ein tschechischer Nordischer Kombinierer, der für den Verein LSK Lomnice nad Popelkou startet.

## Werdegang
Portyks internationale Karriere begann im Alpencup. Dort startete er im September 2010 zum ersten Mal bei zwei Wettbewerben in Liberec, bei denen er 46. und 33. wurde. Bereits als Vierzehnjähriger startete Portyk bei den Nordischen Junioren-Skiweltmeisterschaften 2011 in Otepää, wo er lediglich im Sprint antrat und dabei den 50. Platz belegte. Darüber hinaus debütierte er kurz darauf im Continental Cup in Kranj, jedoch startete er beim ersten Wettbewerb nicht und brach den zweiten Wettbewerb vor Erreichen des Ziels ab. Einen ersten Erfolg konnte Portyk wenige Wochen später Ende Februar 2011 verbuchen, als er das Schülerrennen der Nordischen Skispiele der OPA in Baiersbronn gewann. Nach weiteren Einsätzen im Alpencup gelang ihm ein weiterer großer Erfolg mit dem Gewinn des Einzelrennens bei den Olympischen Jugend-Winterspielen 2012 in Innsbruck. Bei den Nordischen Junioren-Skiweltmeisterschaften in Erzurum wenige Wochen später reichte es hingegen nur noch zum 30. Rang im Einzel nach der Gundersen-Methode sowie zum 40. Platz im Sprint.
Im August 2012 gab Portyk sein Debüt im Grand Prix, verpasste jedoch zunächst die Punkteränge. Bei seiner dritten Teilnahme belegte Portyk in Oberstdorf den 24. Platz und gewann somit seine ersten sieben Punkte in der höchsten internationalen Sommer-Wettkampfserie. Nach einer Wettkampfpause von mehreren Monaten startete Portyk im Winter 2012/13 erstmals Anfang Januar in Wisła im Continental Cup und gewann dabei als Zwanzigster seine ersten COC-Punkte. Eine Woche später debütierte er daraufhin im Weltcup bei einem Wettkampf in Chaux-Neuve, bei dem er im Einzel 47. und im Teamsprint 18. wurde. Seitdem gehört Portyk regelmäßig zum tschechischen Weltcup-Team. Bei den Juniorenweltmeisterschaften 2013 im heimischen Liberec präsentierte er sich in starker Form, konnte jedoch keine Medaillen gewinnen. So wurde er mit dem Team Zehnter, im Sprint Neunter sowie im Gundersen Einzel Siebter. Anfang Februar 2013 war er in Sotschi erstmals Bestandteil der tschechischen Staffel, mit der er den fünften Platz erzielen konnte. Auch bei den Nordischen Skiweltmeisterschaften 2013 in Val di Fiemme ging er gemeinsam mit Miroslav Dvořák, Tomáš Slavík und Pavel Churavý beim Team-Wettbewerb an den Start, platzierten sich allerdings mit mehr als fünf Minuten Rückstand auf die siegenden Franzosen nur auf dem zehnten Rang.
Seine ersten Weltcup-Punkte gewann Portyk am 7. Dezember 2013 beim Gundersen Wettkampf von der Lysgårdsbakken-Normalschanze und über zehn Kilometer. Diese Leistung konnte er in den folgenden Wochen bestätigen, sodass er regelmäßig in die Punkteränge vor stieß. Vor diesem Hintergrund galt Portyk als Mitfavorit bei den Juniorenweltmeisterschaften 2014 in Val di Fiemme, wo er sich jedoch im Sprint mit dem fünften Rang zufriedengeben musste. Bei den Olympischen Winterspielen 2014 in Sotschi wurde Portyk in den Einzelwettbewerben 25. und 32., im Team-Wettkampf belegte er zusammen mit Pavel Churavý, Tomáš Slavík und Miroslav Dvořák den siebten Platz bei neun teilnehmenden Nationen. Die Weltcup-Saison 2013/14 schloss er mit fünfzig gewonnenen Punkten auf dem 40. Platz ab.
Ende August 2014 erreichte Portyk als Sechster in Oberwiesenthal erstmals die besten Zehn im Grand Prix, konnte im weiteren Verlauf des Sommers dieses Ergebnis jedoch nicht mehr bestätigen. In der Weltcup-Saison 2014/15 lief er regelmäßig in die Punkteränge, wobei sein bestes Einzelresultat der zwölfte Rang in Schonach Anfang Januar 2015 war. Bei seiner inzwischen fünften Teilnahme an Juniorenweltmeisterschaften, verpasste er in Almaty als Vierter im Sprint erneut knapp die Medaillenränge. Im Gundersen Einzel wurde er Zehnter, mit dem Team reichte es für den achten Platz. Zwei Wochen später nahm Portyk an den Nordischen Skiweltmeisterschaften 2015 in Falun teil, wo er sowohl im Teamsprint als auch mit dem Team den achten Rang belegte. Bei den Einzelwettbewerben wurde er von der Normalschanze 33., von der Großschanze 30.
Ende Dezember 2015 wurde Portyk Zehnter in der Ramsau und auch bei den folgenden Wettkämpfen gewann er regelmäßig Weltcup-Punkte. Im Februar 2016 nahm er in Râșnov zum letzten Mal an Juniorenweltmeisterschaften teil. Zunächst sah es aus, als würde er auch bei seinem sechsten Versuch keine Medaillen gewinnen können, da er im Gundersen Einzel nicht an den Start gehen konnte. Schließlich gewann er zwei Tage später den Sprint vor Terence Weber und Kristjan Ilves, womit er der dritte tschechische Juniorenweltmeister der Geschichte wurde. Gemeinsam mit Ondřej Pažout, Lukáš Daněk und David Zemek verpasste er als Vierter mit rund dreißig Sekunden Rückstand auf Finnland eine weitere Medaille nur knapp. In der Weltcup-Gesamtwertung belegte er den 26. Platz.
Mitte Januar gelang ihm gemeinsam mit Miroslav Dvořák ein Überraschungserfolg im Weltcup, als man Zweiter in Val di Fiemme im Teamsprint hinter Norwegen wurde. Bei den Nordischen Skiweltmeisterschaften 2017 in Lahti reichte es lediglich für die hinteren Ränge. Deutlich erfolgreicher verlief für Portyk der Sommer 2017. So feierte er zusammen mit Miroslav Dvořák einen Sieg im Teamsprint beim Grand-Prix-Wettbewerb in Oberwiesenthal. Im Einzel reichte es schließlich für den zehnten Platz in der Gesamtwertung. Nachdem er im Winter 2017/18 sich meistens in den mittleren bis hinteren Punkterängen wieder fand, verpasste er im Februar 2018 in Hakuba als Vierter nur knapp das Podest. Alle drei Wettbewerbe absolvierte er bei den Olympischen Winterspielen 2018 in Pyeongchang. Im Gundersen Einzel von der Normalschanze wurde er 24., während es von der Großschanze immer hin zu Rang 19 reichte. Mit der Staffel wurde er Siebter.
Zum Weltcup-Auftakt 2018/19 stellte Portyk sein bis dato bestes Ergebnis ein und wurde Vierter. Im restlichen Saisonverlauf stellte sich diese Platzierung als Ausnahme heraus, sodass er letztlich mit 86 Punkten den 36. Platz in der Weltcup-Gesamtwertung einnahm. Bei den Nordischen Skiweltmeisterschaften 2019 in Seefeld platzierte er sich ähnlich wie im Weltcup im Mittelfeld, sodass er im Einzel die Plätze 33 und 28 erreichte. Im Teamsprint gemeinsam mit Jan Vytrval schnitt er als Zehnter deutlich hinter der Spitze ab und auch mit der Staffel von der Normalschanze reichte es nur zum neunten Rang. Aufgrund diesen schwächeren Leistungen trat er erstmals seit 2013 wieder im Continental Cup an, wo er am dritten Wettkampftag in Nischni Tagil den zweiten Rang belegte.

## Privates
Portyk lebt derzeit unverheiratet in Lomnice nad Popelkou. Neben seinen Aktivitäten als Wintersportler spielt er in seiner Freizeit gerne Fußball und Badminton.

## Statistik

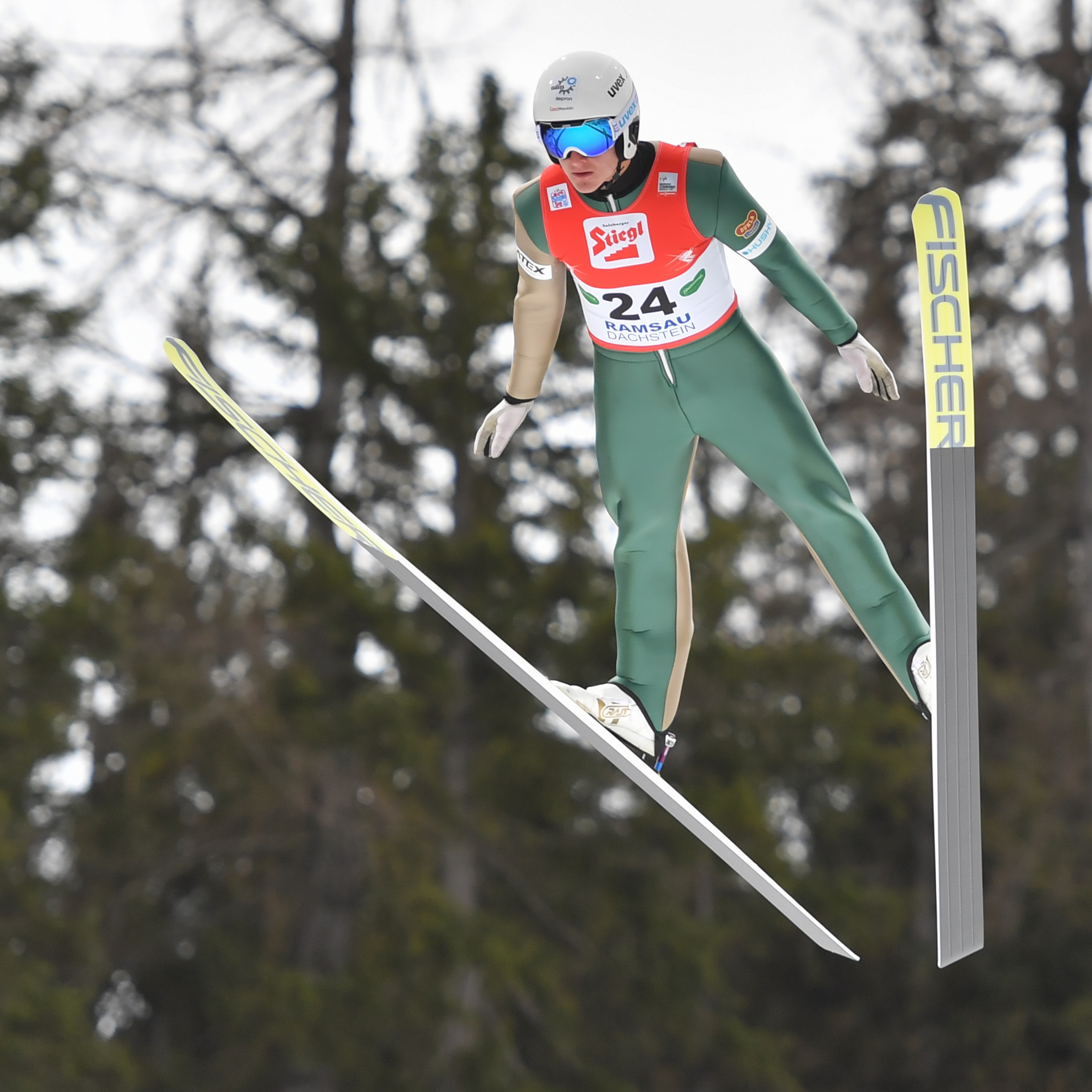
Portyk in Ramsau 2016

### Teilnahmen an Olympischen Winterspielen
| Jahr und Ort     | Wettbewerb   | Wettbewerb   | Wettbewerb | Wettbewerb |
| Jahr und Ort     | Gundersen NS | Gundersen GS | Team       |            |
| ---------------- | ------------ | ------------ | ---------- | ---------- |
| 2014 Sotschi     | 32.          | 52.          | 07.        |            |
| 2018 Pyeongchang | 24.          | 19.          | 07.        |            |
| 2022 Peking      | 20.          | 27.          | 07.        |            |

### Teilnahmen an Weltmeisterschaften
| Jahr und Ort    | Wettbewerb   | Wettbewerb   | Wettbewerb | Wettbewerb |
| Jahr und Ort    | Gundersen NS | Gundersen GS | Teamsprint | Team       |
| --------------- | ------------ | ------------ | ---------- | ---------- |
| 2013 Fleimstal  | –            | DNS          | –          | 10.        |
| 2015 Falun      | 33.          | 30.          | 08.        | 08.        |
| 2017 Lathi      | 40.          | 34.          | 08.        | 11.        |
| 2019 Seefeld    | 28.          | 33.          | 10.        | 09.        |
| 2021 Oberstdorf | 32.          | 32.          | –          | 08.        |

### Weltcup-Platzierungen
| Saison  | Platz | Punkte |
| ------- | ----- | ------ |
| 2013/14 | 40.   | 050    |
| 2014/15 | 33.   | 097    |
| 2015/16 | 26.   | 129    |
| 2016/17 | 37.   | 103    |
| 2017/18 | 27.   | 196    |
| 2018/19 | 36.   | 086    |
| 2019/20 | 27.   | 110    |
| 2020/21 | 35.   | 047    |
| 2021/22 | 31.   | 081    |

### Grand-Prix-Platzierungen
| Saison | Platz | Punkte |
| ------ | ----- | ------ |
| 2012   | 60.   | 007    |
| 2013   | 33.   | 013    |
| 2014   | 21.   | 043    |
| 2015   | 09.   | 109    |
| 2016   | 10.   | 096    |
| 2017   | 10.   | 130    |
| 2018   | 29.   | 047    |
| 2019   | 43.   | 033    |
| 2022   | 54.   | 001    |

### Continental-Cup-Platzierungen
| Saison  | Platz | Punkte |
| ------- | ----- | ------ |
| 2012/13 | 76.   | 024    |
| 2018/19 | 34.   | 118    |